# Владислав III Тонконогий
Владислав III Тонконогий (пол. Władysław Laskonogi, между 1161 и 1166 год — 3 ноября 1231, Сьрода-Слёнска) — князь-принцепс Польши в 1202—1206 и 1228-1229 годах, князь Познанский в 1202—1216 и 1217-1229 годах, Калишский в 1202—1206 и 1217-1229 годах, Гнезненский 1202-1229 годах.

## Биография

### Детство и юность
Владислав был младшим сыном великопольского князя Мешко III от второго брака с Евдокией Киевской. Прозвище «Тонконогий» (Laskonogi) было дано Владиславу в «Великая хроника о Польше, Руси и их соседях». Ян Длугош предположил, что это связано с необычайно длинными и тонкими ногами Владислава.
Первое упоминание Владислава в современных источниках относится примерно к 1168 году в связи с съездом в Енджеюве, где, будучи маленьким ребенком, он был свидетелем пожертвования местному цистерцианскому монастырю.
В 1177—1179 годах Владислав вместе с родителями, братьями и сёстрами был вынужден покинуть страну из-за восстания Казимира II и Одона Великопольского. Он вернулся на родину лишь в 1181 году. После смерти сводного брата Одона 20 апреля 1194 года Владислав принял управление территорией Познанского княжества к югу от реки Обра в качестве опекуна своего несовершеннолетнего племянника Владислава Одонича.
Смерть его единственного оставшегося в живых брата Болеслава в кровопролитной битве на реке Мозгаве 13 сентября 1195 года оставила Владислава единственным наследником Мешко III.

### Первое княжение в Кракове
Мешко III умер 13 марта 1202 года. Владислав смог беспрепятственно наследовать своему отцу в Кракове, Великой и Малой Польше благодаря поддержке могущественного воеводы краковского Николая Грифиты.
Правление Владислава в качестве князя-принцепса Польши и князя Краковского продолжалось четыре года, до 1206 года, когда после смерти его главного сторонника Николая Грифиты краковское дворянство призвало на княжение его двоюродного брака Лешека Белого. Причиной недовольства Владиславом стало его вольное обращение с правами могущественной краковской знати и союз с померанцами. Некоторые историки относят потерю Владиславом Кракова к более раннему периоду, через несколько месяцев после смерти его отца в 1202 году, однако из-за отсутствия достоверных источников этот факт трудно проверить.
В связи с вовлечённостью Владислава в померанские дела он совершает два связанных с ними поступка. Во-первых, он встречается с датским королём Вальдемаром II, пытаясь урегулировать существующие разногласия и разграничить сферы влияния. Во-вторых, в 1206 году он неожиданно предлагает вроцлавскому князю Генриху Бородатому Калишское княжество в обмен на Любушскую землю, владение которой облегчало проведение активной политики на балтийском побережье. Однако в 1209 году Владислав был разбит в битве под Любушем его шурином, маркграфом лужицким Конрадом II, и потерял Любушскую землю.

### Начало конфликта с Владиславом Одоничем

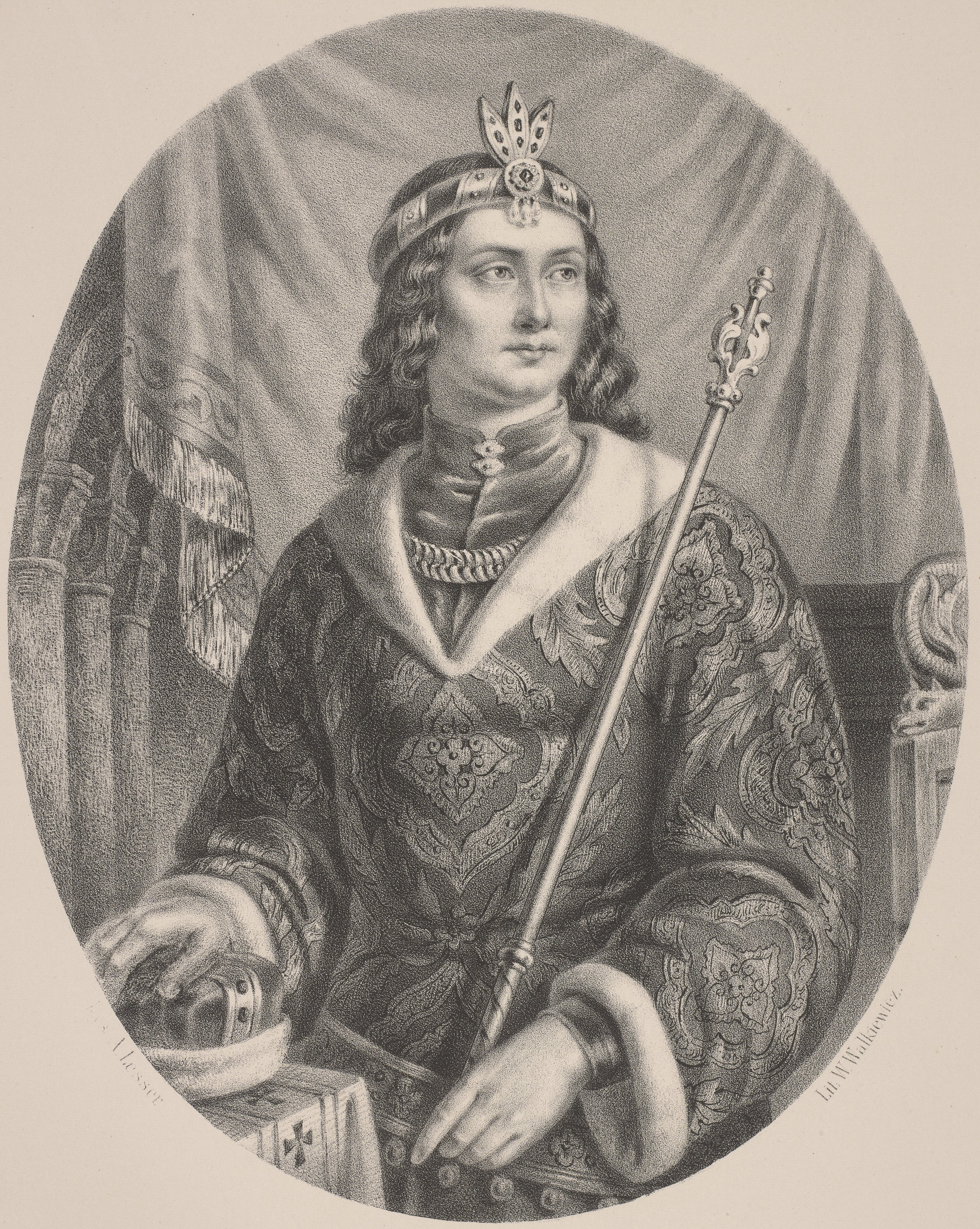
Портрет Владислав III из серии черно-белых портретов правителей Польши Александра Лессера

Передача Калиша вызвало резкое недовольство племянника Владислава III Владислава Одонича, считавшего эту землю частью своих наследственных владений. Молодому князю (на тот момент ему было около 16 лет) удалось заручиться поддержкой великопольской знати и архиепископа гнезненского Генриха Кетлича, который хотел получить от Владислава III привилегии для местной церкви и таким образом ограничить власть правящего дома. Восстание было быстро подавлено, и мятежникам пришлось бежать во Вроцлав к князю Генриху Бородатому. Отлучение, наложенное на Владислава Тонконогого Генрихом Кетличем, помогло мало, так как на стороне Владислава выступил познанский епископ Арнольд II.
Реакция Генриха Бородатого, однако, удивила всех: он не только принял изгнанников, но и выделил в 1207 году Владиславу Одоничу в правление Калиш (с условием вернуть его Генриху после того, как он получит обратно остальное своё наследство). Тем временем Генрих Кетлич поехал с жалобой в Рим, и папа Иннокентий III повелел остальным польским князьям способствовать архиепископу гнезненскому в возвращении его кафедры.
Генрих I Бородатый стал посредником между враждующими сторонами, и на Рождество 1208 года он пригласил обоих великопольских князей, архиепископа гнезненского и епископов Вроцлава, Любуша и Познани на встречу в Глогув. После долгих обсуждений было достигнуто соглашение между Владиславом III и архиепископом Кетличом, который мог вернуться в Гнезно со всем своим имуществом, восстановленным в обмен на снятие отлучения с Владислава. Однако конфликт между дядей и племянником остался нерешенным.

### Борьба за наследование Краковского трона
В 1210 году Владислав Тонконогий поддержал требования опольско-ратиборского князя Мешко Плясоногого по восстановлению в силе «Статута Болеслава Кривоустого», в соответствии с которым старшей в Польше являлась силезская ветвь династии. Причиной этого был тот факт, что Владислав являлся самым старшим из Пястов после Мешко, и в случае смерти последнего становился наследником титула князя-принцепса. Однако, по мнению некоторых историков, Генрих I Бородатый был старше Владислава III. Вероятно, именно это и нашло отражение в булле, изданной папой Иннокентием III 9 июня 1210 года, в которой Святой Престол потребовал восстановления всех наследственных прав силезской ветви в соответствии с завещанием Болеслава Кривоустого, а также отлучил от церкви правящего князя-принцепса Лешека Белого; эта булла была издана по просьбе анонимного князя силезского, которым мог быть только Генрих I Бородатый, потому что второй из силезских князей Мешко Плясоногий использовал титул князя Опольско-ратиборского. Ситуация стала довольно запутанной, поскольку не было ясности, кто обладает реальной властью.
В июле 1210 года Лешек Белый, Генрих I Бородатый, Конрад I Мазовецкий и Владислав Одонич встретились с местными епископами на съезде в Боржикове с целью решения проблемной и загадочной папской буллы. Мешко I Плясоногий не присутствовал на встрече; с армией и благодаря поддержке влиятельной семьи Гриффичей он смог войти в Краков и легко взял Вавельский замок. Однако архиепископ Кетлич не собирался мириться с существующей ситуацией и, получив поддержку от молодых князей и церковных иерархов, отправился в Риме добиваться отзыва судьбоносной буллы. Его действия оказались успешными, и когда в мае 1211 года Мешко I Плясоногий умер, Лешек I Белый смог вернуться на краковский трон. Намерения старшего поколения потерпели неудачу.

### Примирение с Владиславом Одоничем и Генрихом Кетличем
В 1215 году позиции Владислава Тонконогого были еще более ослаблены ростом власти архиепископа Генриха Кетлича, который поддержал положения Четвёртого Латеранского собор и последующего съезда младших князей в Вольбуже, на котором Лешек I Белый, Конрад I Мазовецкий, Владислав Одонич и Казимир I Опольский не только согласились расширить экономические и юридические привилегии церкви, но также поддержали претензии Одонича на получение его законного наследства. В результате, в 1216 году, чтобы избежать вооруженного противостояния с коалицией князей, Владислав Тонконогий передал Владиславу Одоничу Познанское княжество (точная территория остается предметом спора между историками: одни считают, что Одонич получил только южную часть княжества с рекой Обра в качестве границы, а другие, что молодой князь получил всю территорию княжества). Соглашение между дядей и племянником было подтверждено буллой папы Гонория III, изданной 9 февраля 1217 года. Также состоялось официальное примирение с архиепископом Кетличем, который получил от Владислава Тонконогого право получать доходы от цистерцианского монастыря в Лекно.

### Союз трех Пястов
Условия примирения, заключенного в 1216 году, сохранялись менее года. Амбициозная деятельность архиепископа Кетлича уменьшила число его сторонников. Возмущение польской знати и духовенства привело к тому, что епископ плоцкий Гедко Повало пожаловался папе Гонорию III, что Кетлич склонен к явным излишествам и гордыне, и папа запретил Кетлич вмешиваться в политическую жизнь.
В 1217 году между предыдущими противниками Лешеком I Белым и Владиславом III Тонконогим был заключен неожиданный договор, согласно которому, если один из них умрет, не оставив потомства мужского пола, другой унаследует все его владения. Это соглашение явно было направлено против князя Калишского Владислава Одонича, ближайшего родственника Владислав Тонконогого. Вскоре схожий договор был заключён между Владиславом Тонконогим и Генрихом Бородатым. В конце 1217 или начале 1218 года Лешек I Белый, Генрих I Бородатый и Владислав III Тонконогий собрались в Садовеле при участии епископов познанского Павла II и любушского Вавжинца. По неизвестным причинам содержание договоренностей было особенно выгодно именно Владиславу, который не только получил разрешение забрать у Владислава Одонича Калишское княжество, но и получить Любушскую землю, потерянную им в 1209 году, но захваченную Генрихом I Бородатым годом позже. Сандовельское соглашение было ратифицировано специальной папской буллой, изданной 9 мая 1218 года, что еще больше ослабило позиции архиепископа Кетлича.
Таким образовался фактический триумвират трёх наиболее влиятельных Пястов, поддерживавших друг друга. Сила триумвирата проявилась уже в 1219 году, когда после смерти Генриха Кетлича они сумели провести на пост архиепископа гнезненского своего кандидата.

### Новое противостояние с Владиславом Одоничем
Вновь лишившийся владений Владислав Одонич стал искать союзника для новой борьбы с дядей и нашел его в лице померанского герцога Святополка II, связанного с ним двойным родством — Святополк II был женат на сестре Владислава Одонича Евфросинье, а сам Одонич женился на сестре Святополка Ядвиге. При поддержке померанцев в октябре 1223 года Одонич неожиданно атаковал и сумел завоевать город Уйсьце, а вскоре после этого (в 1225 году) прилегающий район Накло.
Положение Владислава Тонконогого осложнилось c потерей в 1225 году Любуша, захваченного Людвигом IV, ландграфом Тюрингии, который воспользовался занятостью Владислава постоянными сражениями со своим племянником.
Решающая битва между дядей и племянником произошла в 1227 году. Владислав Тонконогий отправил армию под командованием воеводы Доброгоста осадить Уйсьце, но он не смог взять сильно укрепленную крепость, а 15 июля Одонич неожиданно атаковал воеводу, который был полностью разбит и убит. Благодаря этой победе Владислав Одонич смог взять под контроль почти всю Великую Польшу; однако союзник Одонича Святополк II неожиданно нарушил существующий договор, захватил Накло и провозгласил себя князем великопольским, прекратив выплачивать дань князю-принцепсу Лешеку I Белому.

### Съезд в Гонзаве
С целью примирения двух Владиславов в день Святого Мартина (11 ноября) 1227 года был созван торжественный съезд пястских князей, высшего духовенства и знати в небольшом куявском городке Гонзава. Помимо главного инициатора съезда князя-принцепса Лешека I Белого, присутствовали также его брат Конрад I Мазовецкий, Генрих I Бородатый, Владислав Одонич, весь епископат и многочисленные представители польских знатных семей. По неизвестным причинам Владислав Тонконогий в Гонзаву не приехал, хотя считается, что его представляли архиепископ гнезненский Винцентий и епископ познанский Павел II. Никто не ожидал трагедии, которая произошла в ночь на 24 ноября: группа померанцев напала на Лешека I Белого и Генриха I Бородатого; Лешек I был убит, а Генрих I тяжело ранен, но выжил.
Современные источники и более поздняя историография однозначно называют виновником преступления Святополка II. При этом некоторые историки полагали, что Владислав Одонич был сообщником, передававшим все планы и разговоры померанскому князю во время съезда. Существуют разные версии этих событий, но из-за нехватки ресурсов и двусмысленности однозначного толкования нет. Некоторые историки считают, что Владислав Тонконогий был причастен к смерти Лешека I, потому что именно он, а не Святополк II, извлек наибольшую выгоду из этого преступления. Это очень маловероятно, поскольку Владиславу позже была доверена опека над сыном Лешека, Болеславом, а его вдова Гремислава не отдала бы сына убийце своего мужа.

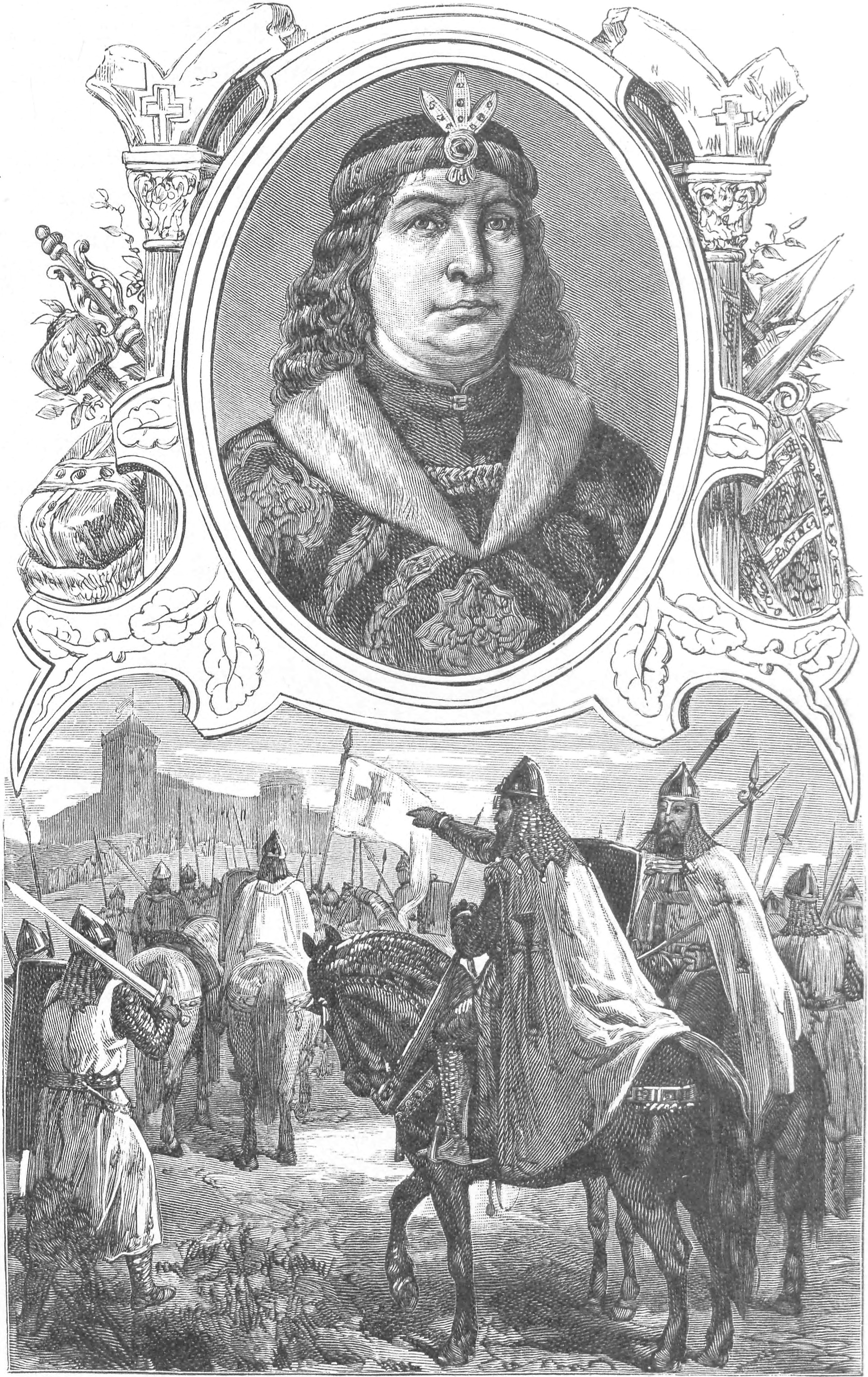
Князь-принцепс Польши Владислав Тонконогий. Иллюстрация из книги Изображения польских князей и королей, 1888

### Второе княжение в Кракове
После событий в Гонзаве Владислав Тонконогий перешел в наступление. В начале следующего года и при неизвестных обстоятельствах с помощью силезских войск он смог победить своего племянника Одонича, который был взят в плен. Затем Владислав III отправился в Малую Польшу, где предъявил свои претензии на краковский трон на основании соглашения о взаимном престолонаследии между ним и Лешеком I Белым, подписанного в 1217 году. Хотя у убитого князя-принцепса остался годовалый сын Болеслав, было ясно, что до тех пор, пока он не достигнет надлежащего возраста, правление Краковом должен был принять кто-то другой. В это же время брат Лешека I Конрад I Мазовецкий также появился в Малой Польше и предъявил свои претензии на краковский трон.
Формальные выборы нового князя-принцепса Польши были проведены в Вислице 5 мая 1228 года, где большинство влиятельных вельмож отклонили кандидатуру Конрада I Мазовецкого в пользу Владислава III. Но выбор Владислава князем-принцепсом не был единодушным, поэтому вскоре после этого в Цени-Перше он был вынужден подписать два важных документа. В первом Владислав III подтвердил церкви имевшиеся привилегии и даже расширил их. Второй касался малолетнего сына Лешека I Белого, Болеслава: новый князь-принцепс взял на себя опеку над ним и сделал своим наследником. В то же время он пообещал не вводить ни одного нового закона без согласия дворянства и духовенства Малой Польши. Таким образом, впервые верховная власть в Польше была установлена путем выборов.
Дальнейшие события стали разворачиваться для Владислава III неблагоприятным образом. Его племянник Владислав Одонич, побежденный им и заключенный в тюрьму, смог бежать в Плоцк и возобновить войну против него, заключив союз с Конрадом I Мазовецким. Понимая, что он не устоит в этой войне, Владислав III решил с одобрения жителей Кракова назначить вроцлавского князя Генриха I Бородатого правителем города с титулом наместника. Этот шаг со стороны Владислава III был также, вероятно, вызван благодарностью за военную поддержку, которую Генрих I оказал ему; кроме того, Владислав обещал Генриху I наследование Великой Польши, что было нарушением обещаний в Цени-Перше, по которым Болеслав Сандомирский был его единственным наследником.
Военное нападение Конрада I на Малую Польшу произошло летом 1228 года. Экспедиция эта, однако, не принесла успеха, потому что Конрада неожиданно атаковал принц Генрих, старший сын и наследник Генриха I Бородатого, который успешно разгромил мазовецкого князя в битвах при Мейндзибоже, Скале и Вроцериже. Конрад не сдался и год спустя возобновил военные действия, на этот раз с лучшими результатами, особенно после того, как он захватил в плен Генриха I Бородатого во время встречи в Спытковице. Это событие резко ослабило противников Конрада, и ему удалось завладеть большей частью Малой Польши, хотя он и освободил Генриха I из плена благодаря усилиям его жены Ядвиги. Казимир Мазовецкий изгнал своего племянника Болеслава из Сандомирского княжества и передал эти земли своему собственному сыну Болеславу.
Вскоре после этого Конрад I Мазовецкий и его союзник Владислав Одонич начали прямую войну против Владислава III Тонконогого. Конрад I безуспешно осадил Калиш. Владислав Тонконогий, занятый борьбой с Одоничем на севере, не смог вовремя прийти на помощь городу; однако мощные городские стены оказались непосильными для мазовецкого князя, который был вынужден отступить.

### Потеря трона и гибель
События начала 1229 года неполно отражены в источниках. При неизвестных обстоятельствах Владислав III Тонконогий потерпел поражение и бежал в Рацибуж ко двору князя Казимира I Опольского, а после его смерти в 1230 году — во Вроцлав к Генриху I Бородатому. Низложение юного Болеслава Сандомирского его дядей послужило Генриху I предлогом для нападения на Конрада Мазовецкого. Владислав III также воспользовался этим и возобновил свой союз с силезским князем, официально объявив его своим наследником как в Великой, так и в Малой Польше.
Весной 1231 года Генрих I и Владислав III предпринял свой последний совместный поход против Владислава Одонича. Несмотря на первоначальный успех, благодаря помощи, оказанной Павлом, епископом Познанским, и великопольскими дворянскими семьями, у стен Гнезно все закончилось неудачей.
Эта экспедиция стала последним политическим действием Владислава III. Согласно информации средневековых источников, хотя и не подтвержденной должным образом другими источниками информации, кончина бывшего князя-принцепса Польши произошла при скандальных обстоятельствах. Согласно хроникам французского монаха-цистерцианца Альберика из Труа-Фонтена, почти семидесятилетний Владислав III Тонконогий был убит в Сьрода-Слёнска немецкой девушкой, которую он пытался изнасиловать. Другим источником, подтверждающим недостойное поведение Владислава III, является Ян Длугош, который писал, что в последний год жизни Владислава подданные презирали его из-за «блуда с проститутками».
Датой смерти Владислава III Веретенника считается 3 ноября 1231 года (другая дата, 18 августа, предложенная только Яном Длугошем, не была подтверждена и отвергнута историками).
Неизвестно, где был похоронен Владислав III. Некоторые исследователи, основываясь на информации о том, что князь умер в изгнании, считают, что он был похоронен в Силезии, возможно, в Рацибуже. Другие, основываясь на поздних хронистах, предполагают, что он был похоронен в бенедиктинском монастыре в Любине.
После смерти Владислава III Генрих I Бородатый, в силу договора о наследовании, стал главным претендентом как Великую Польшу, так и на краковский трон, но ему пришлось сражаться, чтобы завоевать и то, и другое.

## Брак
В 1186 году Владислав III Тонконогий женился на Люции Рюгенской (? — 1208/1231), дочери Яромара I, князя Рюгена. Брак этот был заключен по инициативе князя-принцепса Мешко III с целью укрепления его союза с померанскими князьями и оказался бездетным.